# 浜川戸
浜川戸（はまかわど）は、埼玉県春日部市の町丁。現行行政地名は浜川戸一丁目から浜川戸二丁目。住居表示未実施地区。郵便番号は344-0054。

## 地理
埼玉県の東部地域で、春日部市北西部の沖積平野上に位置する地区である。
東側で粕壁、南側で八木崎町や西八木崎、西側で南栄町、北側で梅田と隣接する。また、北側では対角線上に栄町が位置する。粕壁との境界線はやや錯綜している。地区北端の境界線上を古隅田川が流れている。八木崎町や西八木崎との境界線上にはかつて古隅田川が流れていた。地区内は市街化区域で、主に第一種住居地域に指定された住宅地である国道16号沿道は準工業地域となっている。

### 地価
住宅地の地価は、2024年（令和6年）の公示地価によれば、浜川戸1丁目11番地8の地点で10万1,000円/m2となっている。

## 歴史
- 1976年（昭和51年）10月27日 - 西部第三土地区画整理事業が実施され、大字粕壁の一部より浜川戸一丁目・二丁目が成立[9]。なお、浜川戸（はまかはど）とは粕壁宿（大字粕壁）に存在した小字のひとつである[10]。
- 1989年（平成元年）2月 - 地内の市道に「ハクレン通り」の愛称が付けられる。また、古隅田川に架かる武里内牧線の橋に「浜川戸橋」の名称が設定される[11]。
- 2005年（平成17年）10月1日 - 春日部市が北葛飾郡庄和町と合併し、新たな春日部市が発足、同市の町丁となる。

## 世帯数と人口
2024年（令和6年）1月1日現在の世帯数と人口は以下の通りである
| 丁目         | 世帯数  | 人口    |
| ------------ | ------- | ------- |
| 浜川戸一丁目 | 312世帯 | 641人   |
| 浜川戸二丁目 | 246世帯 | 448人   |
| 計           | 558世帯 | 1,089人 |

## 小・中学校の学区
市立小・中学校に通う場合、学区は以下の通りとなる。
| 丁目         | 番地 | 小学校                 | 中学校                 |
| ------------ | ---- | ---------------------- | ---------------------- |
| 浜川戸一丁目 | 全域 | 春日部市立八木崎小学校 | 春日部市立春日部中学校 |
| 浜川戸二丁目 | 全域 | 春日部市立八木崎小学校 | 春日部市立春日部中学校 |

## 交通
地内に鉄道は敷設されていない。最寄り駅は東武鉄道野田線（東武アーバンパークライン）八木崎駅で、浜川戸1丁目11番地8の地点よりおよそ700 m離れている。

### 道路
- 国道16号岩槻春日部バイパス
- 市道武里内牧線
- ハクレン通り

### バス
朝日自動車杉戸営業所
- 春日部駅西口〜南栄町〜春日部エミナース線・春日部駅西口〜南栄町〜内牧彩光苑線（系統番号：KB34-35）
地内を通るハクレン通りに「春日部高校入口」停留所が設置されている[13]。

春日部市コミュニティバス「春バス」
地区内を縦貫・巡回する路線は設定されていない。

## 施設
- 埼玉県立春日部高等学校（一部） - プールサイド付近が僅かに浜川戸の区域に掛かる。
- 春日部消防署浜川戸分署
- 春日部浜川戸郵便局
- 春日部市北部浄水場
- 東京電力パワーグリッド春日部支社（旧東京電力春日部営業所[9]）
- 西部第三土地区画整理記念館
  - 春日部市シルバー人材センター
  - 浜川戸ボランティアセンター
- 浜川戸第一公園

※ 浜川戸砂丘は全域が粕壁に位置する。また、「浜川戸第二公園」は八木崎町に立地する。